# Theridion torosum
Theridion torosum är en spindelart som beskrevs av Eugen von Keyserling 1884. Theridion torosum ingår i släktet Theridion och familjen klotspindlar.
Artens utbredningsområde är Peru. Inga underarter finns listade i Catalogue of Life.